# Сипе
Сипе (Sepiida) представљају ред морских животиња из класе главоножаца (у коју спадају и хоботнице, лигње и наутилуси). Скорашња истраживања су показала да сипе спадају међу најинтелигентније бескичмењаке.

## Физичке особине
Тијело сипе је симетрично и подијељено на главу и труп. Глава је од трупа одвојена танким вратом. Тијело јој је са горње стране прекривено плаштом а са доње стране има отворен лијевак који води у шупљину плашта. Плашт је уз ивицу тијела извучен и ствара покретно пераје које окружује тијело.
На предњој страни главе се налазе уста са вилицама, око којих има осам краћих кракова са пипцима и два дужа крака са проширењима на крају, на којима су пијавке.
Величина варира од врсте до врсте, у опсегу од неколико десетина центиметара дужине (нпр. обична сипа (Sepia officinalis) може порасти до 49 центиметара дужине и 4 килограма тежине). Плива врло брзо, тако што усисава и истискује воду из шупљине плашта кроз лијевак.

### Очи
Сипе на глави имају велике и добро развијене очи, међу најразвијенијим у цијелом животињском царству. Органогенеза очију главоножаца се битно разликује од органогенезе кичмењака попут људи. Вјештачке сличности између очију главоножаца и кичмењака се сматрају примјером конвергентне еволуције. Зјеница ока сипе је у облику дуплог В (W) са благим ивицама. Иако не могу да разликују боје оне могу да осјете поларизацију свјетлости што поспјешује њихов осјећај контраста. На ретини имају двије групице осјетних ћелија (познате под називом „фовеа“), од којих једна служи да гледа напријед а друга да гледа назад. Сочива, умјесто да мијењају облик, се кружно крећу и мијењају облик цијелог ока да би промијенила фокус. 
Научници разматрају могућност да су очи сипа у потпуности развијене и прије рођења тако да разгледају околину док су још у јајету. Скупина француских истраживача је додатно указала на могућност да сипе највише воле да лове плијен који су угледале прије него што су се излегле из јајета.

### Крв
Крв сипе је необичне зеленкасто-плаве боје јер садржи протеине са бакром који преносе кисеоник за разлику од црвеног хемоглобина са жељезом код сисара. Крв пумпају три одвојена срца од којих два служе за пумпање крви у шкрге (по једно срце за двије шкрге) а треће за остатак тијела. Срце сипе мора да остварује знатно виши крвни притисак него друге животиње због слабије преносивости кисеоника у хемоцијанину него у хемоглобину.

### Мастило
Сипе, као и лигње и хоботнице, садрже у себи мастило. Некад су људи ово мастило користили као битан извор фарбе, познате под називом „сепија“. Данас су фарбе вјештачког поријекла замијениле сепију сипа.

### Сипина кост
Сипе имају унутрашњу структуру од калцијум-карбоната познату под називом „сипина кост“. Сипина кост је препуна шупљина испуњених гасом, а сипа може промијенити однос количина гаса и воде у тим шупљинама чиме обезбјеђује плутање. Оваква унутрашња структура је јединствена за сипе, и немају је чак ни други главоношци.
Традиционално, сипину кост су користили драгуљари и златари за изливање ситних комада накита. Данас се, међутим, сипина кост најчешће користи за исхрану кућних љубимаца (папагаја, корњача итд.), када је потребно повећати дозу калцијума.

## Мијењање боје
У циљу комуникације са другим сипама или када желе да се сакрију од предатора, сипе могу врло брзо измијенити боју тијела. Због тога их често зову „морским камелеонима“. Ова могућност се заснива на групама црвених, жутих, смеђих и црних пигментских ћелија хроматофора, изнад слоја иридофора и леукофора које одбијају свјетлост, са по највише 200 оваквих ћелија по квадратном милиметру. Ове ћелије имају посебне одјељке са пигментом и велике мембране које се пресавију кад се ћелија повуче. Са стране постоји 6-20 мишићних ћелија који се могу затегнути и притиснути пигментне ћелије уз горњи слој коже. Жуте хроматофоре (ксантрофоре) су најближе површини коже, црвене (еритрофоре) испод њих а смеђе и црне су одмах изнад слоја иридофора. Иридофоре одбијају блаву и зелену свјетлост. Иридофоре су плочице сачињене од хитина и протеина које могу да одбијају свјетлост из сипиног окружења. Због њих сипа има нијансе плаве, зелене, златне или сребрне боје. Све ове боје се могу комбиновати. На примјер, наранџаста боја се може добити помоћу црвених и жутих хроматофора, а љубичаста боја комбинујући црвене хроматофоре и иридофоре. Свијетло-зелена се може добити комбинујући жуте хроматофоре и иридофоре. Поред тога што може примити боју средине, сипа може и одбијати свјетлост узрокујући поларизацију да би слала сигнале другим морским животињама од којих многе то могу да примијете.

## Станиште
Сипе су врло распрострањене морске животиње. Могу се наћи у Средоземном мору, источној Азији, Ламаншу, Јадранском мору и на многим другим мјестима широм свијета.

## Исхрана
Сипе су грабљивци. Хране се малим мекушцима, рибама и рачићима, као и другим сипама.

## Размножавање
Мужјак је мањи од женке, која после расплођавања полаже јаја у 
групицама.

## Класификација
Досад је описано преко 120 врста сипа у 2 подреда са укупно 5 породица. Породица Sepiadariidae садржи седам врста и два рода; све остале савремене врсте спадају у породицу Sepiidae.
- Подред †Vasseuriina
  - Породица †
  - Породица †
- Подред Sepiina
  - Породица †
  - Породица 
  - Породица

## Сипе у исхрани
Сипе су популарне у исхрани, нарочито у источној Азији гдје се једу сушене као ужина. Сипе су такође врло популарне у Италији, гдје се спремају по рецепту „ризото ал неро ди сепија“ (итал. Risotto al Nero di Seppia, буквално „црна рижа са сипом“. У Хрватској се исти рецепт назива „црни рижот“ и вјероватно је настао у Венецији а затим се раширио широм Јадрана. Рижа постаје „црна“ због мастила које се налази у сипи. У шпанској кухињи, нарочито у обалним крајевима, мастило из сипа и лигњи се користи у припреми морске хране да дā посебну боју и укус. Користи се у припреми риже, тјестенина и куване рибе.

## Сипе у умјетности
Жил Верн је у свом дјелу „Двадесет хиљада миља под морем“ описао сусрет са скупином џиновских сипа и жестоку борбу с њима. Иако их побјеђују, један лик гине у борби. Жил Верн је лијепо примијетио и описао њихова три срца, али је описао њихову крв као црвену, умјесто као зеленкасто-плаву.
Најпопуларније дјело нобеловца Еуџенија Монталеа, заправо збирка пјесама, било је насловљено „Сипине кости“ (итал. Ossi di seppia).
У свом дјелу „Авантура у Сјеверном мору“ (енгл. South Sea Adventure, Вилард Прајс описује „сипу од 50 стопа“ (око 15 метара). Будући да такве сипе не постоје, вјероватно је била у питању џиновска лигња.